# Római-part
Római-part est un espace public du 3e arrondissement de Budapest, dans le quartier de Rómaifürdő.